# Ivošević Selo
Ivošević Selo is een plaats in de gemeente Karlovac in de Kroatische provincie Karlovac. De plaats telt 13 inwoners (2001).